# Рут Бельвіль
Елізабет Рут Наомі Бельвіль (англ. Elizabeth Ruth Naomi Belville, також відома як Greenwich Time Lady; нар. 5 березня 1854, Лондон — пом. 7 грудня 1943, Лондон) — британська підприємиця, що займалась продажем часу.
Суть бізнесу полягала в щоденній звірці хронографа з годинником Гринвіцької королівської обсерваторії, після чого за хронографом налаштовували точний час підписані на послугу клієнти.

## Життєпис
Її матір Марія Елізабет та батько Джон Генрі мешкала в Лондоні і займались продажем часу. Її батько до 1836 року мав близько 200 клієнтів. Кожного ранку він вирушав до Гринвіцької королівської обсерваторії і налаштовував свій годинник рівно по гринвіцькому часу. Після цього він ішов до клієнтів та давав їм можливість відкорегувати час згідно зі своїм хронографом. Він займався цією роботою до смерті в 1856 році. Мати Рут продовжила справу, забезпечуючи точним часом клієнтів до 1892 року, коли у віці близько 80 років вона передала справу доньці.

## Підприємництво

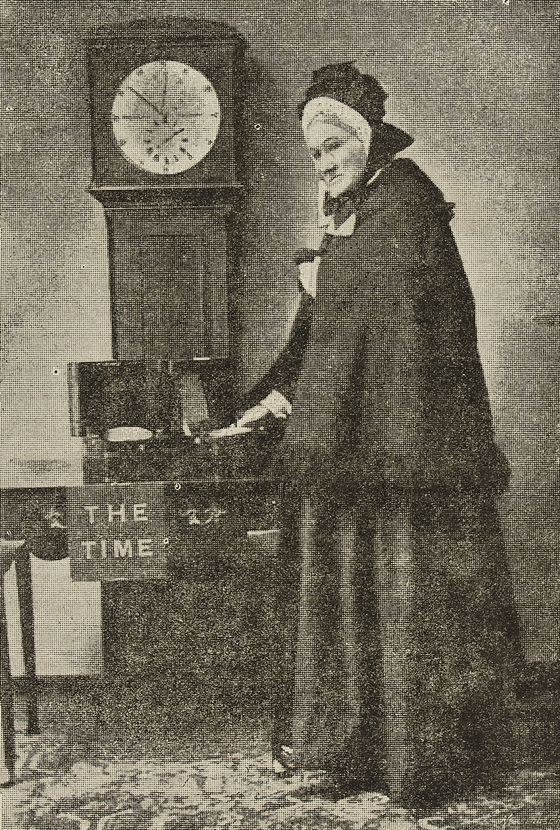
Марія Бельвіль у 1892 році

Рут Бельвіль прийняла естафету сімейного бізнесу, щопонеділка звіряючи годинник з годинником обсерваторії і протягом тижня навідуючи клієнтів. Точність передачі часу складала приблизно 10 секунд.
На початку XX століття у Бельвіль з'явився конкурент. Джон Вінн, директор компанії «Standard Time», також надавав подібну послугу, але за допомогою телеграфа. На виступі в міському клубі «United Wards Club» він дорікав Бельвіль тим, що вона користується архаїчними методами, також припустивши, що вона використовує свою жіночність для підтримки бізнесу.
Промову було передруковано в «The Times», однак у статті не було згадано те, що її виголосив прямий конкурент Рут Бельвіль. Після публікації їй докучали журналісти, що хотіли роздути скандал навколо натяків у статті. Проте широке висвітлення призвело лише до збільшення продажів часу, адже далеко не всі могли дозволити собі мати в офісі чи домі телеграфну станцію. Рут Бельвіль навіть сказала, що все, чого Вінну вдалось досягти, це дати їй безкоштовну рекламу.
У 1926 році з'явився серйозніший конкурент — радіостанція BBC розпочала надавати послугу автоматичної передачі сигналів точного часу через телефонну лінію.
Багато клієнтів відмовились від послуг Бельвіль, але вона продовжувала працювати до 1940 року, коли після початку Другої світової війни залишила бізнес. У віці 86 років їй було важко щодня здійснювати вояж у 12 миль і бути в обсерваторії о 9 ранку. Вона померла у віці 89 років.

## Годинник
Для бізнесу Рут Бельвіль використовувала кишеньковий іменний хронометр № 485/786 «Arnold», виготовлений англійським годинникарем Джоном Арнольдом. Спочатку він призначався для герцога Сассекського й був виконаний у золотому корпусі. Коли годинник перейшов до Джона Генрі, той замінив корпус на срібний, побоюючись, що золотий буде привабливою ціллю для злодіїв.
Після смерті Рут Бельвіль годинник було передано в музей асоціації годинникарів Worshipful Company of Clockmakers.